# Kolenohelea
Kolenohelea is een geslacht van stekende muggen uit de familie van de knutten (Ceratopogonidae).

## Soorten
- K. calcarata (Goetghebuer, 1920)